# 오이촌 (교토부)
오이촌(일본어: 大井村)은 일본 교토부 미나미쿠와다군에 설치되었던 정이다.